# 蓋根巴赫河 (大雷根河支流)
49°05′26″N 13°11′50″E / 49.09051°N 13.19731°E

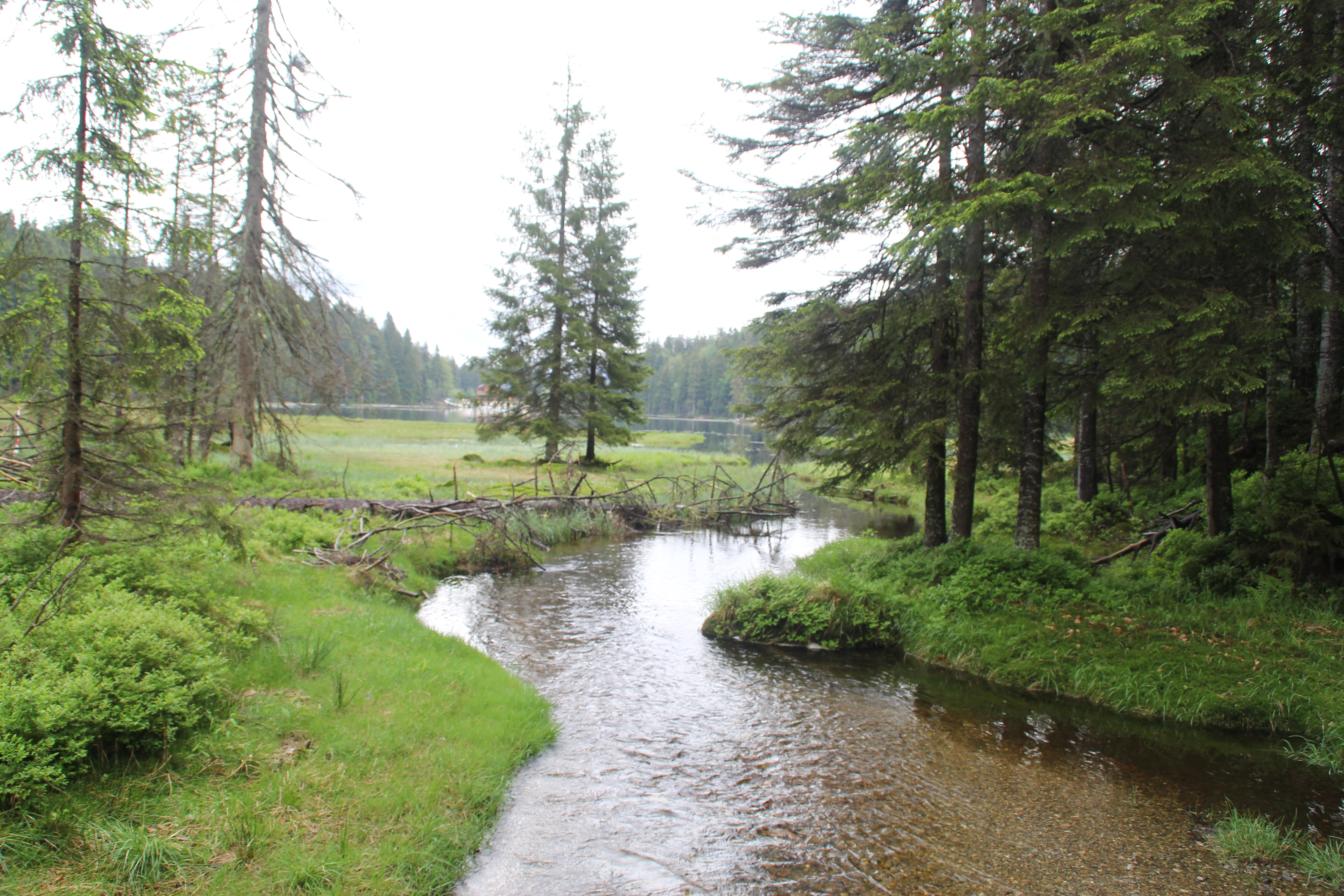

蓋根巴赫河是德國的河流，位於該國東南部，由巴伐利亞負責管轄，屬於大雷根河的支流，河道全長5.2公里，流域面積7.6平方公里，發源自大阿爾伯山。